# (44473) Randytatum
(44473) Randytatum est un astéroïde de la ceinture principale.

## Description
(44473) Randytatum est un astéroïde de la ceinture principale. Il fut découvert le 16 novembre 1998 aux monts Santa Catalina par le programme CSS. Il présente une orbite caractérisée par un demi-grand axe de 3,14 UA, une excentricité de 0,12 et une inclinaison de 22,6° par rapport à l'écliptique.